# Eberhard Ludwig Wittmer
Eberhard Ludwig Wittmer (* 20. April 1905 in Freiburg im Breisgau; † 22. April 1989) war ein deutscher Komponist.

## Leben und Werk
Wittmer wuchs in Freiburg auf und studierte dort bei Julius Weismann Komposition. Er lebte als Komponist und Lehrer in seiner Heimatstadt.
Wittmer trat zum 1. Mai 1933 der NSDAP bei (Mitgliedsnummer 3.146.353). Er schrieb zahlreiche Chöre und Kantaten, insbesondere für Feierzwecke der NSDAP, ein großer Teil seiner Musik für Bläser entstand aufgrund von Aufträgen hoher Reichsstellen. In einer Kurzbiographie von 1943 wird ihm umfangreiches Schaffen für die nationalsozialistische Feiergestaltung bescheinigt.
Eberhard Wittmer wurde nach dem Zweiten Weltkrieg vor allem als Komponist von Akkordeonmusik bekannt. Nach dem Krieg konnte er trotz seiner ausgeprägten nationalsozialistischen Vergangenheit weiterhin als Lehrer tätig sein, er wurde sogar Rektor einer Hauptschule in Freiburg. 1970 ging er in den Ruhestand. Nach 1945 war er außerdem als Chorleiter tätig, darunter beim Männergesangsverein Teningen.